# Catalaanse peseta
De Catalaanse peseta (meervoud: pecetes) was een munteenheid in Catalonië tot 1850, toen heel Spanje decimaliseerde. Het was ook een naam die in heel Spanje werd gebruikt voor een bedrag van vier reales de vellón. Het werd van 1808 tot 1814 in Barcelona in goud en zilver bedacht, onder de Napoleontische regering.
In Catalonië werd de peseta onderverdeeld in 6 sous, elk van 4 quarts (ook wel gespeld als cuartos in het Spaans), 8 xavos of 12 diners. Vijf pecetes waren gelijk aan één duro, die op zichzelf gelijk was aan de Spaanse 8 reales de plata fuerte (Spaanse dollar). In de nieuwe, decimale munteenheid was de peseta 4 reales waard.
De naam peseta verscheen in 1868 opnieuw voor de nieuwe Spaanse munteenheid. De waarde ervan was gelijk aan die van de eerdere peseta.

## Etymologie
De naam van de munteenheid komt van de Catalaanse verkleinwoordvorm van het woord peça (stuk), synoniem voor munt.